# مزرع ناجي
مزرع ناجي هي إحدى قرى ولاية قبلي وتتبع إداريا معتمدية قبلي الشمالية تبعد حوالي 06 كلم شمال قرية سعيدان. يسكنها عدة عروش أمثال الغياليف والفراعين والشهبان. تعتمد على الفلاحة الكلاسيكية وأهم إنتاجها دقلة النور، كذلك بها زراعة الباكورات .